# Wierchniesaitowo
Wierchniesaitowo (ros. Верхнесаитово) – wieś (dieriewnia) w Rosji, w Baszkortostanie, w rejonie kusznarienkowskim. W 2010 liczyła 242 mieszkańców.